# Friedrich I. von Regensburg
Friedrich I. von Regensburg (* 1005; † 1075 in St. Blasien) war Domvogt von Regensburg.
Er ist identisch mit Graf Friedrich III. von Dießen und gilt als einer der ältesten nachweisbaren Vertreter seiner Linie. Sein Vater war Graf Friedrich II. († um 1030), der das Gebiet um Dießen und Haching verwaltete, seine Mutter ist nicht bekannt.
Friedrich war dreimal verheiratet; zunächst mit Hadamut (1060), Tochter von Eberhard von Eppenstein, dann in zweiter Ehe mit Irmgard von Gilching und zuletzt mit Tuta, Erbtochter des Domvogtes Hartwig I. von Regensburg.
Im Jahr 1035 wurde er Domvogt von Regensburg und 1055 Graf an der Sempt. Er starb 1075 als Laienmönch in St. Blasien.

## Nachkommen
Mit Hadamut von Eppenstein:
- Haziga (Hadegunde, aus erster Ehe)

Mit Irmgard von Gilching:
- Arnulf/Arnold von Dießen, Graf
- Uta ⚭ Kuno I. von Rott (vermutet)[1]
- Friedrich II. von Regensburg, Domvogt
- Meginhard IV. von Gilching, Graf
- Hemma
- Liutgard ⚭ Graf Adalbert I. von Bogen
- Berthold I. von Schwarzenburg